# Estadio Río Parapití
El Estadio Río Parapití es un estadio de fútbol del Paraguay. Está ubicado en la ciudad de Pedro Juan Caballero, su capacidad es para 25 000 espectadores, lo que lo ubica entre los estadios más importantes del país. Es propiedad del Club 2 de Mayo y es el estadio deportivo más alto del Paraguay, ya que se encuentra ubicado a unos 658 m s. n. m.
Este recinto fue una de las sedes de la Copa América 1999, disputándose allí partidos entre Paraguay, Bolivia, Japón y Perú. También albergó 10 partidos de la ronda inicial del Sudamericano Sub-20 de 2007.

## Historia
El club Sportivo 2 de Mayo se fundaba en el año 1935, a dos años de su fundación el club solicita un predio a la Municipalidad de Pedro Juan Caballero para usufructo como campo de deportes, el pedido es aprobado el 20 de octubre de 1937. Tuvieron que pasar dos décadas para que inicien los trabajos de construcción de las graderías de cemento, finalmente el estadio es inaugurado en el año 1977.

Vista de las graderías del estadio.

## Nombre del estadio
El nombre del estadio hace referencia a la conquista de los territorios del suelo chaqueño, hasta las márgenes del Río Parapití por el Regimiento de Infantería Nº1 "2 de Mayo", durante la Guerra del Chaco. Teniendo en cuenta que el club Sportivo 2 de Mayo lleva el nombre en honor a ese regimiento.

## Copa América 1999

### Primera fase

#### Grupo A
| 5 de julio de 1999 | Japón     | 1:1 (0:0) | Bolivia     | Estadio Río Parapití, Pedro Juan Caballero |                          |
|                    | Lopes 75' | Reporte   | 52' Sánchez | Árbitro(s): Byron Moreno                   | Árbitro(s): Byron Moreno |

| 5 de julio de 1999 | Paraguay       | 1:0 (0:0) | Perú | Estadio Río Parapití, Pedro Juan Caballero |                        |
|                    | Santa Cruz 87' | Reporte   |      | Árbitro(s): Óscar Ruiz                     | Árbitro(s): Óscar Ruiz |

## Copa Paraguay 2018

### Primera fase
| 23 de agosto de 2018 | Independiente F.B.C. | 1:2 (0:1) | Deportivo Caaguazú                                | Estadio Río Parapití, Pedro Juan Caballero |                           |
|                      | Santiago Medina 74'  |           | 10' Diego Martínez · 76' (pen.) Leonardo Delvalle | Árbitro(s): Alipio Colmán                  | Árbitro(s): Alipio Colmán |

| 23 de agosto de 2018 | Atlético Colegiales         | 1:3 (0:2) | Sportivo 2 de Mayo                                           | Estadio Río Parapití, Pedro Juan Caballero            |                                                       |
|                      | Claudio Enciso 90+3' (pen.) |           | 2' Gustavo Santacruz · 32' Roque Guachiré · 70' Jorge Ocampo | Asistencia: 6800 espectadores Árbitro(s): David Ojeda | Asistencia: 6800 espectadores Árbitro(s): David Ojeda |

### Segunda fase
| 3 de octubre de 2018 | Cerro Porteño                                            | 4:2 (3:0) | Sportivo 2 de Mayo       | Estadio Río Parapití, Pedro Juan Caballero               |                                                          |
|                      | Jorge Benítez 24' 41' · Jorge Rojas 44' · Oscar Ruiz 73' |           | 88' 90+1' Luis Fernández | Asistencia: 17 850 espectadores Árbitro(s): Marco Franco | Asistencia: 17 850 espectadores Árbitro(s): Marco Franco |

### Final
| 5 de diciembre de 2018 | Olimpia                                                            | 2:2 (1:1) (3:5 p.)         | Guaraní                                                                                  | Estadio Río Parapití, Pedro Juan Caballero                 |                                                            |
|                        | Fernando Cardozo 32' · Roque Santa Cruz 56'                        |                            | 33' Pablo Velázquez · 88' Gabriel Esparza                                                | Asistencia: 10 028 espectadores Árbitro(s): Julio Quintana | Asistencia: 10 028 espectadores Árbitro(s): Julio Quintana |
|                        |                                                                    | Tiros desde el punto penal |                                                                                          |                                                            |                                                            |
|                        | Juan Patiño · Roque Santa Cruz · Richard Sánchez · José Leguizamon |                            | Víctor Centurión · Epifanio García · Luis de la Cruz · Pablo Velázquez · Rodolfo Gamarra |                                                            |                                                            |